# 川崎市立白山小学校
川崎市立白山小学校（かわさきしりつ はくさんしょうがっこう）は、かつて神奈川県川崎市麻生区白山二丁目にあった公立小学校。

## 概要
新ゆりグリーンタウンに住む児童のため、街びらきと同時に設置された。2009年（平成21年）3月31日に川崎市立王禅寺小学校と統合し閉校された。閉校式は3月28日に実施された。

## 沿革
- 1981年4月1日 - 創立
- 2009年3月28日 - 川崎市立王禅寺小学校と統合し閉校することに先立って閉校式が行われる。
- 2009年3月31日 - 閉校

## その他
王禅寺小学校と統合後の跡地利用として、日本映画学校白山キャンパス・日本映画大学が開学した。土地は借地権が設定され、建物は売却された。